# Nicole Buloze
Cet article possède un paronyme, voir Buloz.
 (juin 2023).
Si vous disposez d'ouvrages ou d'articles de référence ou si vous connaissez des sites web de qualité traitant du thème abordé ici, merci de compléter l'article en donnant les références utiles à sa vérifiabilité et en les liant à la section « Notes et références ».
Nicole Buloze, née le 26 novembre 1942 et morte le 25 novembre 1991 à Genève, est une chanteuse mezzo-soprano suisse.

## Biographie
Elle commence à l'âge de 15 ans comme ballerine au Grand-Théâtre de Genève. Découverte par Ernest Ansermet qui lui découvre une jolie voix et lui propose Ygnold à l'âge de quinze ans.
À la suite de l'incendie qui ravagea le Grand-Théâtre de Genève, les spectacles se déplacent au Grand Casino, ayant dû renoncer au ballet pour raisons de santé, elle décide de suivre Boris Kniaseff, l'initiateur de la barre à terre, dont elle sera l'assistante avec Noëlle Winkelmann.
Maître de ballet et chorégraphe au Tokai Ballet à Tokyo de 1963 à 1967, elle se passionne pour les arts scéniques et devient chorégraphe avant de s'orienter vers le chant.
De retour à Genève, elle travaille à plein temps afin de terminer ses études chant au Conservatoire de Genève, dont elle ressort avec une virtuosité et un prix spécial Patek Philippe en tant que soprano léger colorature.
Travaille sous Ernest Ansermet, Armin Jordan, André Charlet et Michel Corboz, notamment pour de nombreux enregistrements de la Radio Suisse Romande de 1960 à 1973. À la fin des années 1960, elle est l'un des deux seuls membres de la troupe du Studio d'Opéra du Grand Théâtre de Genève, l'autre membre étant son bien-aimé ami et collègue José van Dam.
Elle auditionne en Allemagne à Darmstadt, et est engagée dans la troupe de solistes de l'opéra en tant que mezzo-soprano. Elle débute avec Le Barbier de Bagdad et La Forza del Destino. Elle est très vite repérée et sillonne l'Allemagne, Ulm, Essen, le Festival de Swetzingen et surtout le Heidelberger Schlossfestival dans les productions telles que Don Giovanni de Gazzaniga et Les Joyeuses Commères de Windsor de Otto Nicolai. Elle devint vite célèbre grâce à son tripe bagage scénique (ballet et chorégraphie) et musical.
Engagée dans la troupe de l'Opéra de Bâle en 1977, et dès lors, elle rayonne tant en Allemagne qu'en Suisse alémanique. Sous la direction de Paul Sacher, elle chante aux côtés de Rachel Yakar et de Jules Bastin en Radio diffusion live, La Danse des Morts de Arthur Honegger.
Invitée à l'Opernhaus de Zurich, où elle triomphe dans le rôle de Charlotte dans Werther aux côtés de Neil Schickoff, ainsi qu'au Festival de Lucerne.
Les portes s'ouvrent vers la France (entre autres Geneviève à l'Opéra de Lyon).
Très tôt, elle prend conscience des lacunes juridiques et de l'absence totale de statuts des artistes suisses, elle milita durant dans années, avec force et n'hésita pas à se rendre à Berne pour se faire entendre.

## Rôles importants
- Rôle de Siegrune, La Walkyrie de Richard Wagner, 1975-1976
- Rôle de La Ciesca, Gianni Schicchi de Giacomo Puccini, 1981-1982
- Rôle de Teresa, La Somnambule de Vincenzo Bellini, 1982-1983
- Rôle de Sextus, fils de Pompée, Jules César de Georg Friedrich Haendel, 1982-1983
- Rôle de Mastrilla/Brambilla, La Périchole de Jacques Offenbach, 1982-1983
- Rôle de Clotilde, La Norma de Vincenzo Bellini, 1984-1985
- Rôle de Ninetta, Les Vêpres siciliennes de Giuseppe Verdi, 1984-1985